# Acronimo ridondante

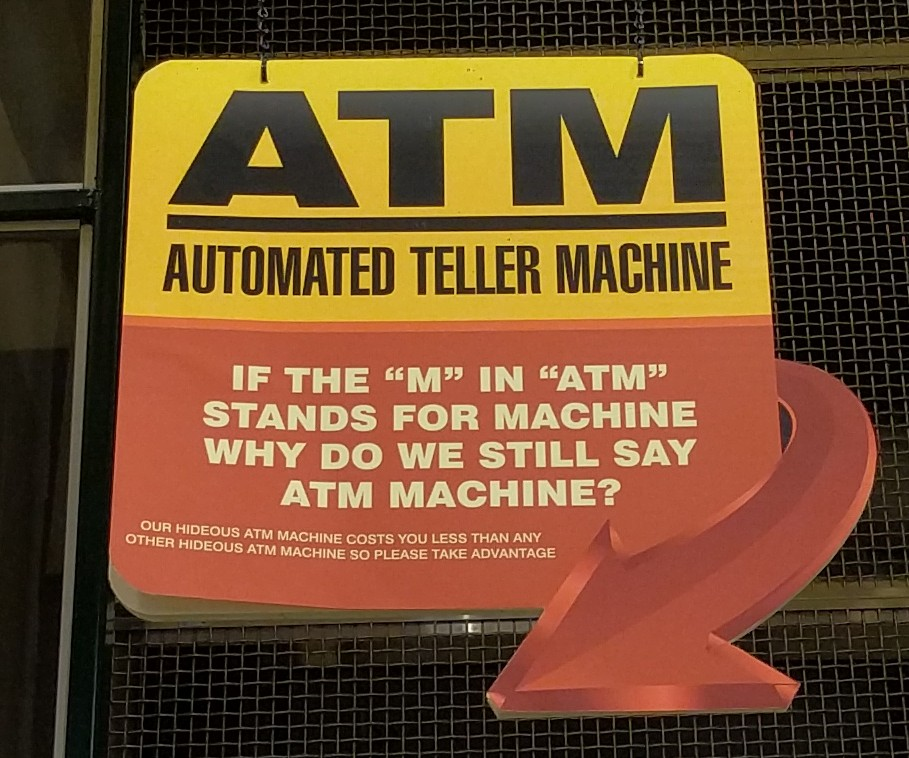
Un esempio di acronimo ridondante in inglese

Un acronimo ridondante è l'uso di un acronimo ripetendo una parola usata nella formazione dell'acronimo, quindi ridondante. In inglese è chiamata l'utilizzo dell'acronimo ridondante è detta con un termine autologico: RAS syndrome (redundant acronym syndrome syndrome), termine coniato nel 2001 dalla rivista inglese New Scientist. 

## Esempi
- Macchina ATM: Macchina Automated Teller Machine
- Virus HIV: Virus Human Immunodeficiency Virus
- Numero PIN: Numero Personal Identification Number
- Foglio di stile CSS: Foglio di stile Cascading Style Sheet
- Zona ZTL: Zona Zona a Traffico Limitato

## Usi
Alcuni acronimi ridondanti possono essere usati per distinguere due acronimi uguali, che in un contesto non determinato possono essere confusi. Infatti si può usare "Foglio CSS" perché CSS può essere riferito anche al Content Scrambling System, un sistema di sicurezza usato nei DVD, talvolta chiamato tramite acronimo ridondante "Sistema CSS".